# Essigella kirki
Essigella kirki är en insektsart som beskrevs av Thorwald Julius Sørensen 1988. Essigella kirki ingår i släktet Essigella och familjen långrörsbladlöss. Inga underarter finns listade i Catalogue of Life.